# Víctor Mendoza Cevallos
Víctor Eduardo Mendoza Cevallos (Rocafuerte, 24 de agosto de 1961) es un exfutbolista ecuatoriano que jugaba como portero.

## Trayectoria
Mendoza inició su carrera futbolística jugando indor en su natal Rocafuerte en la provincia de Manabí, antes de unirse al club Manchester de Portoviejo a la edad de 17 años. Su talento fue descubierto en un partido amistoso en el fútbol amateur, lo que le permitió unirse a las divisiones juveniles de Liga de Portoviejo.
Con el tiempo Mendoza se consolidó en el primer equipo de la capira, destacándose como arquero. Posteriormente, jugó para Audaz Octubrino y Sociedad Deportiva Aucas.
Alcanzó su mayor éxito jugando para Barcelona, donde comenzó como el sexto arquero, pero con tiempo logró escalar para ganarse la titularidad. Con el equipo torero fue seis veces campeón del Campeonato Ecuatoriano (1985, 1987, 1989, 1991, 1995, 1997).
Se retiró en 1999, tras sufrir una lesión grave durante un partido entre Barcelona y El Nacional, que afectó su columna vertebral, que lo mantuvo en una silla de ruedas durante 18 meses.

## Selección nacional
Jugó en cuatro partidos para la selección ecuatoriana de fútbol entre 1989 y 1993. También formó parte del plantel de Ecuador que participó en la Copa América 1989.

## Clubes
| Club                | País    | Año       |
| ------------------- | ------- | --------- |
| Liga de Portoviejo  | Ecuador | 1982-1984 |
| Autoridad Portuaria | Ecuador | 1984      |
| Barcelona           | Ecuador | 1985      |
| Autoridad Portuaria | Ecuador | 1985      |
| Barcelona           | Ecuador | 1985-1989 |
| Aucas               | Ecuador | 1989      |
| Audaz Octubrino     | Ecuador | 1990      |
| Barcelona           | Ecuador | 1991-1996 |
| Liga de Portoviejo  | Ecuador | 1996      |
| Barcelona           | Ecuador | 1997-1999 |

## Palmarés

### Campeonatos nacionales
| Título                 | Club      | País    | Año  |
| ---------------------- | --------- | ------- | ---- |
| Campeonato Ecuatoriano | Barcelona | Ecuador | 1985 |
| Campeonato Ecuatoriano | Barcelona | Ecuador | 1987 |
| Campeonato Ecuatoriano | Barcelona | Ecuador | 1989 |
| Campeonato Ecuatoriano | Barcelona | Ecuador | 1991 |
| Campeonato Ecuatoriano | Barcelona | Ecuador | 1995 |
| Campeonato Ecuatoriano | Barcelona | Ecuador | 1997 |

## Vida personal
Su hijo Víctor Eduardo Mendoza también ha jugado para Barcelona como portero.
En febrero de 2025, su estado de salud generó preocupación pública al conocerse su internamiento por complicaciones cardíacas y renales. Aunque descartó gravedad inminente, admitió dificultades económicas para costear medicamentos especializados, solicitando apoyo mediante una cuenta bancaria pública.